# Hysterothylacium
Hysterothylacium is een geslacht van nematoden dat behoort tot de orde van Ascaridida. Het werd wetenschappelijk beschreven door Henry B. Ward en Thomas B. Magath in een artikel uit 1917. De typesoort, die Ward en Magath in dit artikel beschreven, is Hysterothylacium brachyurum, die werd aangetroffen in de ingewanden van zoetwatervissen uit het geslacht Micropterus in het Saint Clairmeer in de Amerikaanse staat Michigan.

## Soorten
Volgens de Global Biodiversity Information Facility zijn er inmiddels 105 Hysterothylacium-soorten bekend.
- Hysterothylacium aduncum
- Hysterothylacium aetobatum
- Hysterothylacium amoyense
- Hysterothylacium analarum
- Hysterothylacium arii
- Hysterothylacium arnoglossi
- Hysterothylacium assi
- Hysterothylacium auctum
- Hysterothylacium baylisi
- Hysterothylacium bidentatum
- Hysterothylacium bifidalatum
- Hysterothylacium brachyurum
- Hysterothylacium carangis
- Hysterothylacium carutti
- Hysterothylacium cenatica
- Hysterothylacium cenotae
- Hysterothylacium channai
- Hysterothylacium chaunaxi
- Hysterothylacium chorinemi
- Hysterothylacium chrysostomi
- Hysterothylacium clavatum
- Hysterothylacium coiliae
- Hysterothylacium collare
- Hysterothylacium cornutum
- Hysterothylacium corrugatum
- Hysterothylacium coryphaenoidi
- Hysterothylacium cyclopteri
- Hysterothylacium dollfusi
- Hysterothylacium elurensis
- Hysterothylacium epinepheli
- Hysterothylacium eurycheilum
- Hysterothylacium fabri
- Hysterothylacium fluviatile
- Hysterothylacium fortalezae
- Hysterothylacium fossilii
- Hysterothylacium gadi
- Hysterothylacium geschei
- Hysterothylacium gracile
- Hysterothylacium habena
- Hysterothylacium hanumantharaoi
- Hysterothylacium hapalogenyos
- Hysterothylacium haze
- Hysterothylacium histiophori
- Hysterothylacium hospitum
- Hysterothylacium ilishae
- Hysterothylacium increscens
- Hysterothylacium incurvum
- Hysterothylacium inquies
- Hysterothylacium japonicum
- Hysterothylacium kiranii
- Hysterothylacium krishnai
- Hysterothylacium legendrei
- Hysterothylacium leptaspi
- Hysterothylacium longicaecum
- Hysterothylacium lophii
- Hysterothylacium magnum
- Hysterothylacium makairi
- Hysterothylacium marinum
- Hysterothylacium melanogrammi
- Hysterothylacium melichthysi
- Hysterothylacium muraenesoxis
- Hysterothylacium murrayense
- Hysterothylacium narayanensis
- Hysterothylacium nellorensis
- Hysterothylacium neocornutum
- Hysterothylacium neorhacodes
- Hysterothylacium nipponense
- Hysterothylacium nototheniae
- Hysterothylacium ogcocephali
- Hysterothylacium okadai
- Hysterothylacium pagrosomi
- Hysterothylacium papilligerum
- Hysterothylacium paralichthydis
- Hysterothylacium patagonense
- Hysterothylacium pelagicum
- Hysterothylacium perezi
- Hysterothylacium petteri
- Hysterothylacium physiculi
- Hysterothylacium poecilurai
- Hysterothylacium psettodi
- Hysterothylacium pseudotumbili
- Hysterothylacium punctati
- Hysterothylacium rectum
- Hysterothylacium reliquens
- Hysterothylacium rhacodes
- Hysterothylacium rhamdiae
- Hysterothylacium rigidum
- Hysterothylacium saba
- Hysterothylacium salvelini
- Hysterothylacium scomberoidei
- Hysterothylacium scomberomori
- Hysterothylacium sebae
- Hysterothylacium seriola
- Hysterothylacium seriolae
- Hysterothylacium serrani
- Hysterothylacium shyamasundarii
- Hysterothylacium tasmaniense
- Hysterothylacium tetrapteri
- Hysterothylacium thalassini
- Hysterothylacium trichiuri
- Hysterothylacium visakhensis
- Hysterothylacium winteri
- Hysterothylacium yaradensis
- Hysterothylacium zenis
- Hysterothylacium zenopsis